# City Out of Wilderness
City Out of Wilderness ist ein US-amerikanischer Dokumentar-Kurzfilm aus dem Jahr 1974, der von Francis Thompson produziert wurde. Er war 1975 in der Kategorie „Bester Dokumentar-Kurzfilm“ für einen Oscar nominiert.

## Inhalt
Der Film setzt sich mit der Geschichte und der Entwicklung Washington, D.C.s, der Hauptstadt der Vereinigten Staaten, von ihren Anfängen bis in die 1970er-Jahre auseinander. Gezeigt werden dabei auch alte Drucke und Fotografien aus den Archiven der historischen Gesellschaft der Vereinigten Staaten. Aufnahmen diverser historischer Ereignisse runden das Bild ab und rufen beispielsweise Martin Luther Kings Rede: „Ich habe einen Traum“ noch einmal ins Gedächtnis.

## Produktion und Hintergrund
Der Film wurde von der United States Capitol Historical Society produziert, einer Organisation, die es sich zum Ziel gesetzt hat, die Öffentlichkeit über das Erbe und die Geschichte des Capitols der Vereinigten Staaten sowie seiner Institutionen und jener Personen zu unterrichten, die ihnen im Laufe der Zeit gedient haben.

## Auszeichnung
- Oscarverleihung 1975: Oscarnominierung für Francis Thompson und seinen Film City Out of Wilderness.
Der Oscar ging an Robin Lehman und seinen Film Don’t über das Leben eine Monarchfalters.
- Gewinner des Cine Golden Eagle Awards[2]